# Oksana Švec'
Oksana Oleksandrivna Švec' (in ucraino Оксана Олександрівна Швець?; Kiev, 10 febbraio 1955 – Kiev, 17 marzo 2022) è stata un'attrice ucraina, rimasta uccisa durante l'invasione russa dell'Ucraina del 2022.
Ha lavorato per il Teatro Molodyy Accademico Nazionale di Kiev dalla sua fondazione nel 1980 fino alla sua morte, ed è stata insignita del titolo di Artista Meritato dell'Ucraina, una delle più alte onorificenze ucraine per artisti performativi, nel 1996. È apparsa sul palco anche al Ternopil Music and Drama Theatre e al Kyiv Theatre of Satire. Ha recitato nel cinema e in televisione, come nella serie russo-ucraina del 2013 House with Lilies.

## Biografia
Nata a Kiev, Švec' si è laureata allo studio teatrale del Teatro Ivan Franko nel 1975 e alla facoltà di studi teatrali del Teatro I. K. Karpenko-Kary nel 1986. Švec' ha lavorato al Ternopil Music and Drama Theatre e al Kyiv Theatre of Satire. Ha lavorato come membro d'insieme del Kyiv National Academic Molodyy Theatre (Young Theatre) dalla sua fondazione nel 1980 fino alla sua morte. La compagnia elenca molti dei suoi ruoli e ruoli. Ha recitato nella produzione del 2013 di Гоголь-могол (Gogol Mogol) di Nikolai Erdman. 
È apparsa come Natasha in Le tre sorelle di Anton Cechov, diretto da O. Uteganov. Si è esibita come Hannah in una produzione del 2015 di Зачарований (Charmed o Enchanted), basata sull'opera teatrale Talentless  di Ivan Karpenko-Kary.  È stata diretta da Andriy Bilous, l'intendente del teatro. Il critico teatrale Oleg Vergelis ha elogiato la sua performance, trovando complessità nel personaggio della suocera, non solo cattivo carattere. In una produzione del 2016 di Поступися місцем! (Make Way!) di Viña Delmar, ha interpretato il ruolo di Nemi.  La commedia, girata come Make Way for Tomorrow, e descritta come una triste commedia, è stata diretta da Dmytro Veselsky. 
Nel 1996, il suo impegno di lunga data e "risultati eccezionali nelle arti dello spettacolo" è stato onorato con il titolo di Merited Artist of Ukraine, uno dei più alti premi ucraini per artisti performativi. 
Mentre è meglio conosciuta per il suo lavoro sul palcoscenico, ha recitato in diversi film e serie televisive. È apparsa nel film Завтра буде завтра (Tomorrow Will Be Tomorrow). La sua prima serie televisiva fu Nasledniki (Heirs) nel 1976, interpretando un ruolo minore. Nel 2003, è apparsa in un episodio di Повернення Мухтара (Mukhtar Returns), una serie di azione-avventura in russo in esecuzione per quasi 20 anni. Ha recitato in tutti gli otto episodi della serie ucraina Таємниця Святого Патріка (Il mistero di San Patrizio) nel 2006.  Nel 2013, è apparsa in Дім з ліліями (Casa con gigli), una serie TV sull'eroe di guerra immaginario Michail Govorov e la sua famiglia dalla seconda guerra mondiale al 2013, come direttrice di un orfanotrofio. 
Il 17 marzo 2022, durante l'invasione russa dell'Ucraina, Švec' è morta in un bombardamento da parte delle truppe russe su un edificio residenziale di Kiev dove viveva.

## Filmografia
- Naslidnyky (in ucraino Наслідники?, 1976)
- Vozvraščenye Muchtara (in ucraino Возвращение Мухтара?, 2003)
- Tajna «Svjatatoho Patryka» (in ucraino Тайна «Святого Патрика»?, 2006)
- Dom z lilijamy (in ucraino Дом з ліліями?, 2013)